# Ace of Base
Ace of Base je švedska pop grupa.
Prvobitnu postavu grupe činili su: Ulf Ekberg i troje rođaka Jonas Berggren, Malin Lin Berggren i Jenny Berggren. Izdali su četiri studijska albuma između 1993. i 2002., koji su prodani u preko 30 milijuna primjeraka diljem svijeta. Time su postali treći najuspješniji sastav iz Švedske svih vremena, poslije grupe ABBA i Roxette.
Album Happy Nation (The Sign za američko tržište) jedan je od najprodavanijih debitantskih albuma svih vremena. Imao je platinastu nakladu u SAD-u. To je bio debitantski album s tri broj 1 pjesama na top-listama: All That She Wants, The Sign i Don't Turn Around.
Nakon formalnog odlaska pjevačice Malin Lin Bergren 2007. godine, imaju niz koncerata kao trio u Europi i Aziji od 2007. do 2009., prije nego što je i Jenny Berggren u studenom 2009. najavila, da napušta sastav kako bi se fokusirala na svoju solo karijeru. Muškim članovima grupe, pridružila su se dva nova ženska vokala: Klara Hagman i Julia Williamson. Nova postava izdala je prvi album The Golden Ratio u rujnu 2010. godine.

## Diskografija

### Albumi
- Happy Nation (1993.)
- The Bridge (1995.)
- Flowers (1998.)
- Da Capo (2002.)
- The Golden Ratio (2010.)

### Singlovi
- Wheel of Fortune (1992.)
- All that She Wants (1993.)
- Happy Nation (1993.)
- Waiting for Magic (1993.)
- The Sign (1994.)
- Don't Turn Around (1994.)
- Living in Danger (1994.)
- Lucky Love (1995.)
- Beautiful Life (1995.)
- Never Gonna Say I'm Sorry (1996.)
- My dèja vu (1996.)
- Life is a Flower (1998.)
- Cruel Summer (1998.)
- Travel to Romantis (1998.)
- Beautiful Morning (2002.)
- Unspeakable (2002.)